# I Like the Way You Kiss Me
I Like the Way You Kiss Me è un singolo del cantante britannico Artemas, pubblicato il 19 marzo 2024 come primo estratto dal terzo mixtape Yustyna.
È stato candidato come canzone dell'anno ai BRIT Awards 2025 ed è stato riconosciuto con l'Emma gaala alla canzone straniera più riprodotta dell'anno.

## Video musicale
Il video musicale è stato reso disponibile il 12 aprile 2024 attraverso il canale YouTube del cantante.

## Tracce
Testi e musiche di Artemas Diamandis, Jesse Fink, Kevin White e Toby Daintree.
Download digitale, streaming – 1ª versione
1. I Like the Way You Kiss Me – 2:22

Download digitale, streaming – 2ª versione
1. I Like the Way You Kiss Me (Burnt) – 2:42
2. I Like the Way You Kiss Me – 2:22

Download digitale, streaming – 3ª versione
1. I Like the Way You Kiss Me (Southstar Remix) – 2:17
2. I Like the Way You Kiss Me (Marlon Hoffstadt) – 3:19
3. I Like the Way You Kiss Me (MRD Remix) – 4:16
4. I Like the Way You Kiss Me (Burnt) – 2:42
5. I Like the Way You Kiss Me – 2:22

## Formazione
- Artemas – voce, produzione
- Kevin White – produzione
- Toby Daintree – produzione
- Eric Lagg – mastering

## Successo commerciale
I Like the Way You Kiss Me ha accumulato 1,03 miliardi di stream a livello globale nel corso dell'anno, risultando la 15ª hit più venduta secondo l'International Federation of the Phonographic Industry.

## Classifiche

### Classifiche settimanali
| Classifica (2024)   | Posizione massima |
| ------------------- | ----------------- |
| Arabia Saudita      | 5                 |
| Australia           | 4                 |
| Austria             | 1                 |
| Belgio (Fiandre)    | 1                 |
| Belgio (Vallonia)   | 2                 |
| Bielorussia         | 1                 |
| Bolivia             | 19                |
| Brasile             | 55                |
| Bulgaria            | 1                 |
| Canada              | 6                 |
| Croazia             | 2                 |
| Danimarca           | 2                 |
| Emirati Arabi Uniti | 4                 |
| Estonia             | 1                 |
| Finlandia           | 4                 |
| Francia             | 7                 |
| Germania            | 1                 |
| Grecia              | 1                 |
| India               | 6                 |
| Irlanda             | 2                 |
| Israele             | 50                |
| Italia              | 15                |
| Islanda             | 3                 |
| Kazakistan          | 2                 |
| Lettonia            | 1                 |
| Libano              | 4                 |
| Lituania            | 1                 |
| Lussemburgo         | 1                 |
| Malaysia            | 19                |
| Medio Oriente       | 5                 |
| Moldavia            | 1                 |
| Nordafrica          | 18                |
| Norvegia            | 2                 |
| Nuova Zelanda       | 4                 |
| Paesi Bassi         | 4                 |
| Panama              | 23                |
| Polonia             | 1                 |
| Portogallo          | 9                 |
| Regno Unito         | 3                 |
| Repubblica Ceca     | 1                 |
| Romania             | 1                 |
| Slovacchia          | 1                 |
| Russia              | 1                 |
| Singapore           | 13                |
| Spagna              | 21                |
| Stati Uniti         | 12                |
| Sudafrica           | 5                 |
| Svezia              | 1                 |
| Svizzera            | 1                 |
| Ucraina             | 3                 |
| Ungheria            | 1                 |

### Classifiche di fine anno
| Classifica (2024) | Posizione |
| ----------------- | --------- |
| Australia         | 21        |
| Austria           | 2         |
| Bielorussia       | 5         |
| Bulgaria          | 9         |
| Canada            | 43        |
| Danimarca         | 42        |
| Estonia           | 8         |
| Francia           | 39        |
| Germania          | 1         |
| Islanda           | 10        |
| Italia            | 49        |
| Kazakistan        | 43        |
| Moldavia          | 26        |
| Nuova Zelanda     | 30        |
| Paesi Bassi       | 30        |
| Polonia           | 3         |
| Portogallo        | 43        |
| Regno Unito       | 17        |
| Repubblica Ceca   | 3         |
| Russia            | 19        |
| Slovacchia        | 3         |
| Stati Uniti       | 63        |
| Svezia            | 13        |
| Svizzera          | 4         |
| Ucraina           | 14        |
| Ungheria          | 24        |

## Cover
Nel luglio 2024 Cat Burns ne ha realizzato una cover durante la trasmissione Live Lounge della BBC Radio 1, resa disponibile in digitale sotto il titolo di I Like the Way You Kiss Me, We Could Have Been End Game due mesi più tardi.